# Trudi Carter
Trudi Sudan Carter (Kingston, 18 novembre 1994) è una calciatrice giamaicana, attaccante dell'Atlético San Luis e della nazionale giamaicana.

## Palmarès

### Club
- Campionato lituano: 1

Gintra: 2021